# Lasiomma picipes
Lasiomma picipes är en tvåvingeart som först beskrevs av Johann Wilhelm Meigen 1826.  Lasiomma picipes ingår i släktet Lasiomma, och familjen blomsterflugor. Arten är reproducerande i Sverige.